# 4386 Lüst
4386 Lüst eller 6829 P-L är en asteroid i huvudbältet som upptäcktes den 26 september 1960 av den nederländsk-amerikanske astronomen Tom Gehrels och det nederländska astronomparet Ingrid van Houten-Groeneveld och Cornelis Johannes van Houten vid Palomarobservatoriet. Den är uppkallad efter den tyske astrofysikern Reimar Lüst.
Asteroiden har en diameter på ungefär 15 kilometer.